# Theretra wetanensis
Theretra wetanensis là một loài bướm đêm thuộc họ Sphingidae. Nó được tìm thấy ở đảo Wetan, part của Moluccas in Indonesia.